# Gamelbert
Der selige Gamelbert war ein katholischer Geistlicher, der im 8. Jahrhundert auf dem Gebiet des heutigen Landkreises Deggendorf wirkte. Sein Namenstag wird am 17. Januar gefeiert.

## Leben und Werk

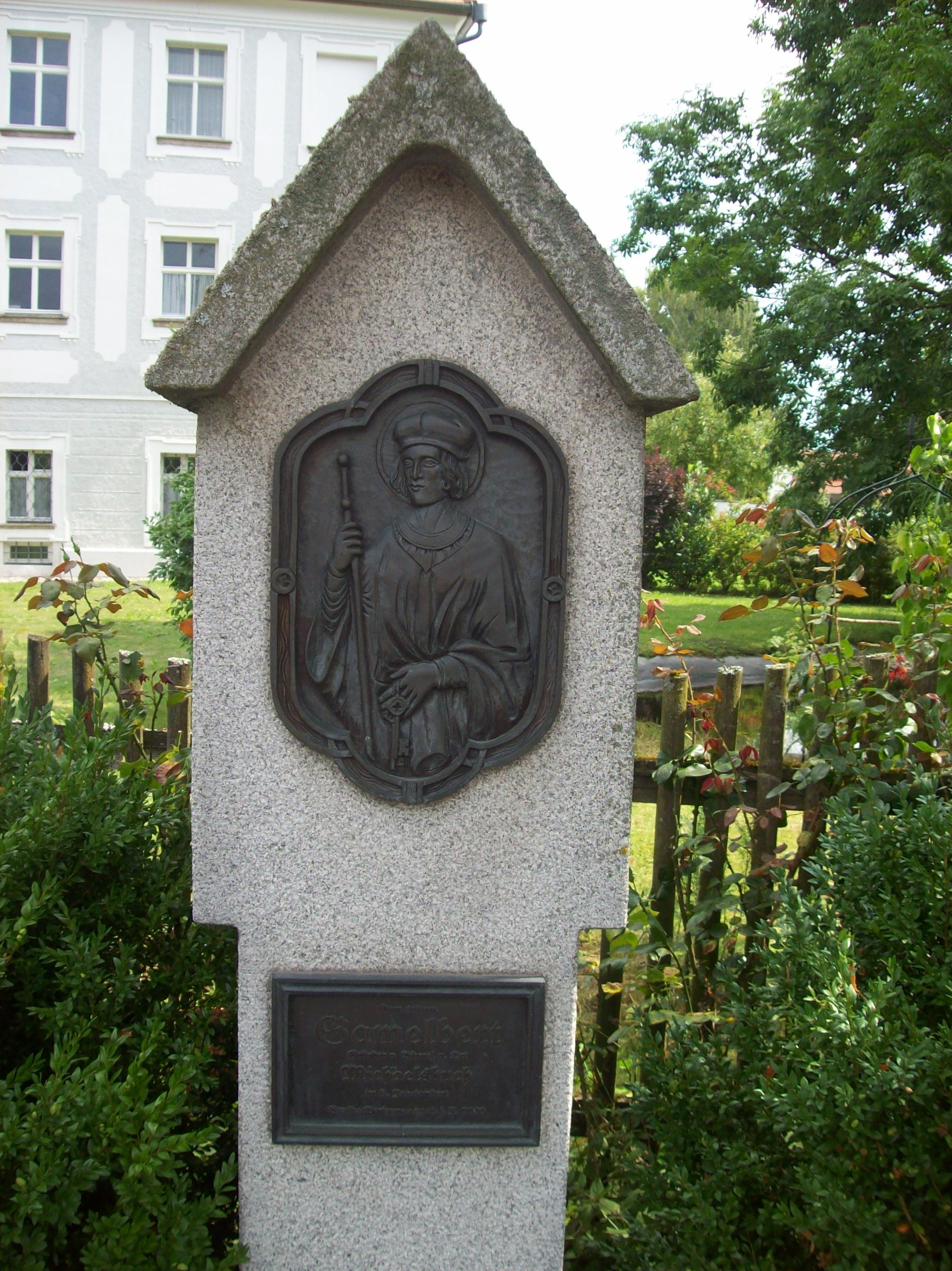
Michaelsbuch: Gamelbert-Gedenkstein von Gerhard Brauße, Steinkirchen

Gamelbert kam aus einem edlen Geschlecht und war Grundherr in Michaelsbuch. Mitte des 8. Jahrhunderts erwarb er auf dem gegenüberliegenden Donauufer zwischen Mariaposching und Deggendorf vom Bayernherzog Tassilo III. ein Waldstück, für das er eine Steuer namens Medema zu zahlen hatte, aus der sich dann der Name Metten für diesen Ort und das Kloster ableitete. Der erste Abt des Klosters war sein Patenkind Utto, der von seiner Einsiedelei aus (dem heutigen Uttobrunn) den Bau des Klosters leitete. Als im Jahr 766 zwölf Mönche aus dem Kloster Reichenau in das Kloster kamen, sollen dort bereits rund 300 Menschen gelebt haben.
Gamelbert wird in der Kunst als Weltpriester oder als ein von Vögeln umgebener Pilger dargestellt.
Gräberfunde aus Uttenkofen, das nahe bei Michaelsbuch liegt, wurden ins späte 7. oder frühe 8. Jahrhundert datiert und werden mit der „Gründungsfamilie“ des Klosters Metten in Verbindung gebracht.